# Grupo Étnico Madre Paulina
Grupo Étnico Madre Paulina é uma companhia de dança e de entretenimento brasileira, fundada em 1998 em Crissiumal também conhecida como Grupo Étnico Madre Paulina - GEMP Escola & Cia. de Dança. A companhia foi premiada em todas a competições que participou e, em uma competição, em 2004, no exterior, recebeu nove prêmios com as oito coreografias que apresentou. Em 2013, o GEMP recebeu o prêmio Vitor Matheus Teixeira, concedido pela Assembleia Legislativa do Rio Grande do Sul como reconhecimento pela divulgação da cultura riograndense.